# Ancylostemon bullatus
Ancylostemon bullatus là một loài thực vật có hoa trong họ Tai voi. Loài này được W.T.Wang & K.Y.Pan mô tả khoa học đầu tiên năm 1992.